# توماس إدغار بيمبرتون
توماس إدغار بيمبرتون (بالإنجليزية: Thomas Edgar Pemberton)‏ (1 يوليو 1849، برمنغهام في المملكة المتحدة - 28 سبتمبر 1905 في المملكة المتحدة)؛ كاتب مسرحي، مؤرخ، ناقد وروائي بريطاني.

## روابط خارجية
- توماس إدغار بيمبرتون على موقع قاعدة بيانات برودواي على الإنترنت (الإنجليزية)